# Західне оперативне командування (Білорусь)
Західне Червонопрапорне оперативне командування (біл. Заходняе аператы́ўнае кама́ндаванне) — оперативне об'єднання Сухопутних військ Збройних сил Республіки Білорусь у західній частині території Білорусі, створене у 2001 році на базі 28-го армійського корпусу.

## Історія
Після тогоя, як Білорусь здобула незалежність, на базі Білоруського військового округу були створені національні збройні сили Республіки Білорусь. У 1993 році 28-ма Червонопрапорна загальновійськова армія була перетворена у 28-й армійський корпус, а у 2001 році — у Західне оперативне командування.

## Склад
- Загальновійськові з'єднання:
  - 6-та Київсько-Берлінська окрема механізована бригада, (Гродно)
  - 11-та Прикарпатсько-Берлінська окрема механізована бригада, (Слонім)
- З'єднання і частини артилерії:
  - 111-та артилерійська бригада, (Берестя)
  - 1199-й змішаний артилерійський полк[be], (Слобудка[be])
- З'єднання і частини військової ППО:
  - 62-га зенітна ракетна бригада
  - 215-й окремий радіотехнічний полк
  - 36-й окремий радіотехнічний батальйон
- Частини військ особливого призначення:
  - 255-й окремий радіотехнічний полк спеціального призначення, (Новогрудок)
- Частини інженерних військ:
  - 557-й інженерний полк, (Гродно)
- Частини військ зв'язку:
  - 74-й окремий полк зв'язку, (Гродно)
- Ремонтно-механічні частини і частини зберігання озброєння і військової техніки:
  - 815-й центр технічного обслуговування
  - 28-ма база зберігання озброєння і техніки, (Барановичі)
  - 50-та база зберігання озброєння і техніки, (колишня 50-та гв. МСД, Берестя)
- Частини тилу:
  - 108-й окремий полк матеріального забезпечення

## Командування
- генерал-майор Хренін Віктор Геннадійович